# Na Casa dos Profetas (canção)
"Na Casa dos Profetas" é um single gravado pela banda cristã brasileira Trazendo a Arca, registrada no álbum de nome homônimo, lançado em novembro de 2012. Foi também a primeira canção do disco a ser divulgada na mídia cristã e disponibilizada pela banda para audição antes do seu lançamento, em setembro de 2012 pela própria banda em seu canal oficial no YouTube juntamente com "Graça". Foi escrita por Luiz Arcanjo e Ronald Fonseca.
Com forte influência do pop rock, sua melodia inicia-se com um riff de guitarra, com toques eletrônicos sintetizados, com uma rápida execução da bateria e vários arranjos de baixo. Os vocais de apoio fazem-se presentes apenas nos refrões em sua primeira parte. A letra, que versa sobre proteção divina recebeu avaliações positivas da mídia especializada.
Para divulgação da música, juntamente com a gravadora CanZion Brasil o grupo promoveu um concurso cultural pela internet para que pessoas gravassem um vídeo com base na canção.

## Desempenho nas tabelas musicais
A canção figurou pela primeira vez na posição 47 da Billboard Gospel Brasil 50 em março de 2012, sendo a melhor posição ao qual o single alcançou.
| Paradas (2013)                        | Melhor Posição |
| ------------------------------------- | -------------- |
| Brasil - (Billboard Brasil Gospel 50) | 47             |

## Créditos
Créditos adaptados do encarte de Na Casa dos Profetas:
Banda
- Luiz Arcanjo - Vocal
- André Mattos - Bateria
- Deco Rodrigues - Baixo
- Isaac Ramos - Guitarras

Outros
- Ronald Fonseca - Arranjo

Músicos convidados
- Jamba - mixagem, masterização, teclado, captação de voz e baixo
- Bene Maldonado - captação de guitarra
- Samuel Júnior - captação de bateria
- Fael Magalhães - vocal de apoio
- Cleyde Jane - vocal de apoio
- Alice Avlis - vocal de apoio
- Josely Ramos - vocal de apoio
- Rafael Brito - vocal de apoio
- Sérgio Jachelli - Técnico de estúdio